# 사라스와티찬드라
《사라스와티찬드라》(힌디어: सरस्वतीचन्द्र, 영어: Saraswatichandra)는 2013년부터 2014년까지 방영된 인도의 텔레비전 드라마이다.